# Campyloneurus hirtipes
Campyloneurus hirtipes är en stekelart som beskrevs av Szepligeti 1914. Campyloneurus hirtipes ingår i släktet Campyloneurus och familjen bracksteklar. Inga underarter finns listade.